# Escalier Selarón
L'escalier Selarón, connu en portugais sous les noms d'Escadaria Selarón ou d'Escadaria do Convento de Santa Teresa, est une voie publique en escalier à Rio de Janeiro, au Brésil.

## Situation et accès
L'escalier constitue une partie de la rue Manoel Carneiro, qui est située entre les quartiers (bairro) Santa Teresa et Lapa de la ville de Rio de Janeiro. Son point le plus bas est au 89 R. Joaquim Silva (quartier de Lapa), son point le plus haut à la montée Santa Teresa (Ladeira de  Santa Teresa).

## Origine du nom
L'Escalier Selarón, ou Escadaria Selarón en portugais, doit son nom à Jorge Selarón, un artiste chilien qui a transformé cet escalier en une œuvre d'art monumentale.

## Historique
L'escalier Selarón est également connu sous le nom d'escalier du couvent de Saint-Thérèse (pt) (Escadaria do Convento de Santa Teresa en portugais) et « escalier de Lapa » (Escadaria da Lapa), étant situé dans le quartier de Lapa,,.
Attraction touristique de la ville, l'escalier est une œuvre de l'artiste d'origine chilienne Jorge Selarón (1947-2013), résident du quartier et arrivé au Brésil en 1983, qui a décoré plusieurs lieux publics de Santa Teresa et de Lapa[réf. nécessaire]. 
Selarón a commencé à travailler sur cet escalier en 1990, en hommage aux brésiliens. En 2000, ayant terminé le carrelage de l'escalier, il a commencé à carreler les murs qui l'encadrent.
L'escalier a été classé monument historique et Selaron a reçu le titre de "Citoyen d'honneur" de la ville en 2005.

## Description
L'escalier Selarón fait 125 mètres de longueur et comporte 215 marches. Il comporte 17 paliers et 16 entrées, et fait 4 mètres de largeur.
Il est orné sur toute sa longueur de plus de 2 000 carreaux de faïence venant de 120 pays différents. 
Seules les contre-marches sont carrelées (pas la surface sur laquelle on marche).
Les murs de part et d'autre de l'escalier sont à dominante rouge.
Au pied de l'escalier se trouvent plusieurs baignoires qu'il a transformées en bacs de fleurs. Celles-ci ont été la première étape du travail réalisé pour l'escalier, et le seul réalisé dans ce sens pendant 6 ans ; il les a appelées avec humour, « jardins suspendus ».

## Présence dans la presse et les arts
Le poète Jean-Luc Pouliquen l'a évoqué dans son livre À Rio de Janeiro avec Gaston Bachelard.[réf. nécessaire]
L'escalier a été l'objet de nombreux articles, parmi lesquels ceux dans National Geographic, Time, The Wall Street Journal, Elle Decoration (Londres), Dove (Milán), Playboy (Chicago), Voyage, Ragazza, Glamour, Geo, Gala, Merian (en) y Lufthansa Magazin.
Il apparaît dans des publicités d'American Express, Coca-cola, Fanta, Pepsi et Kellogg's.
Il figure aussi dans des vidéoclips : Walk on de U2, Pam Pam de Wisin y Yandel, Beautiful de Snoop Dogg.
L'incroyable Hulk d'Edward Norton apparaît dans l'escalier de Selaron au début du film.

## Galerie

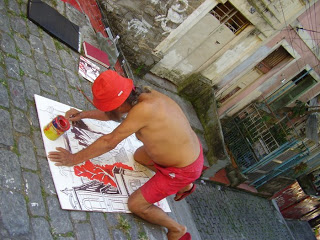
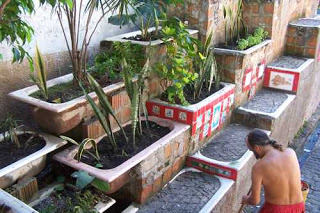
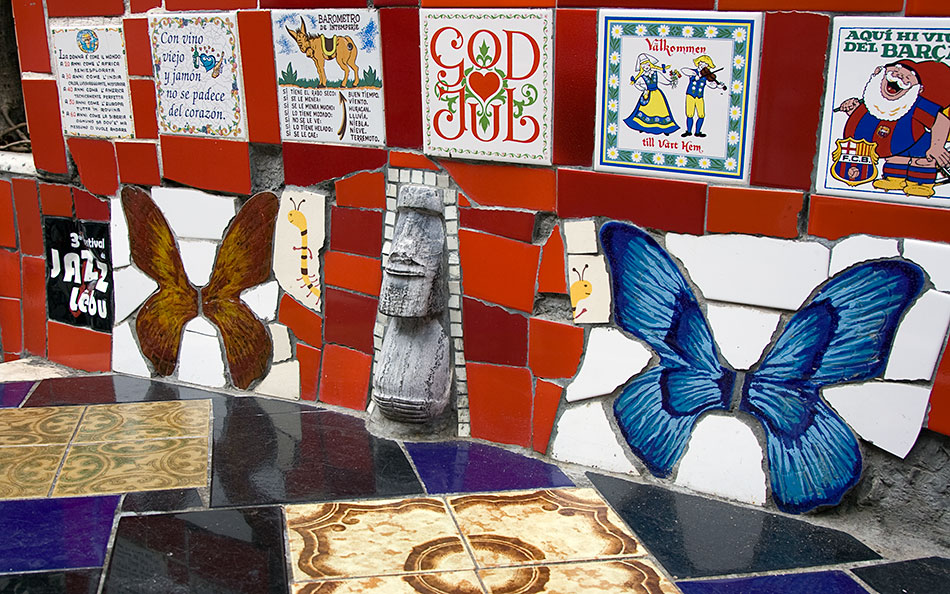
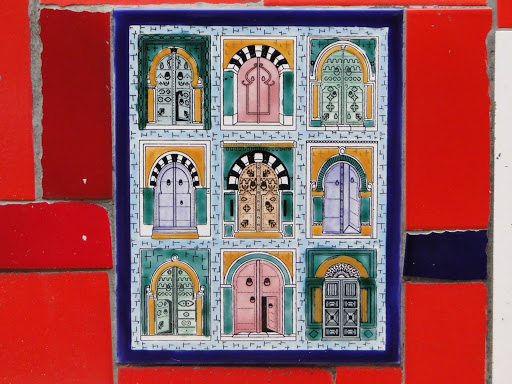
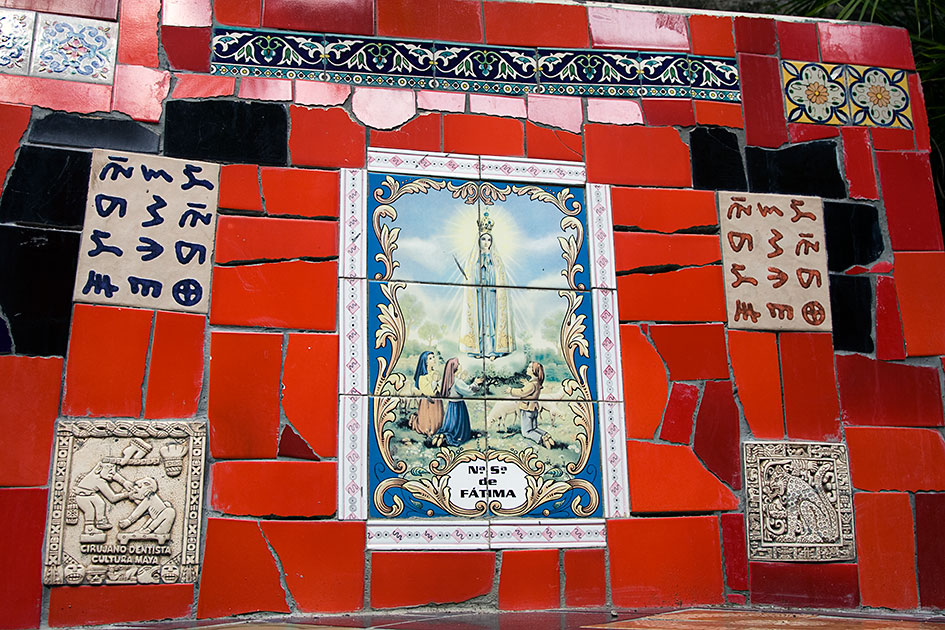
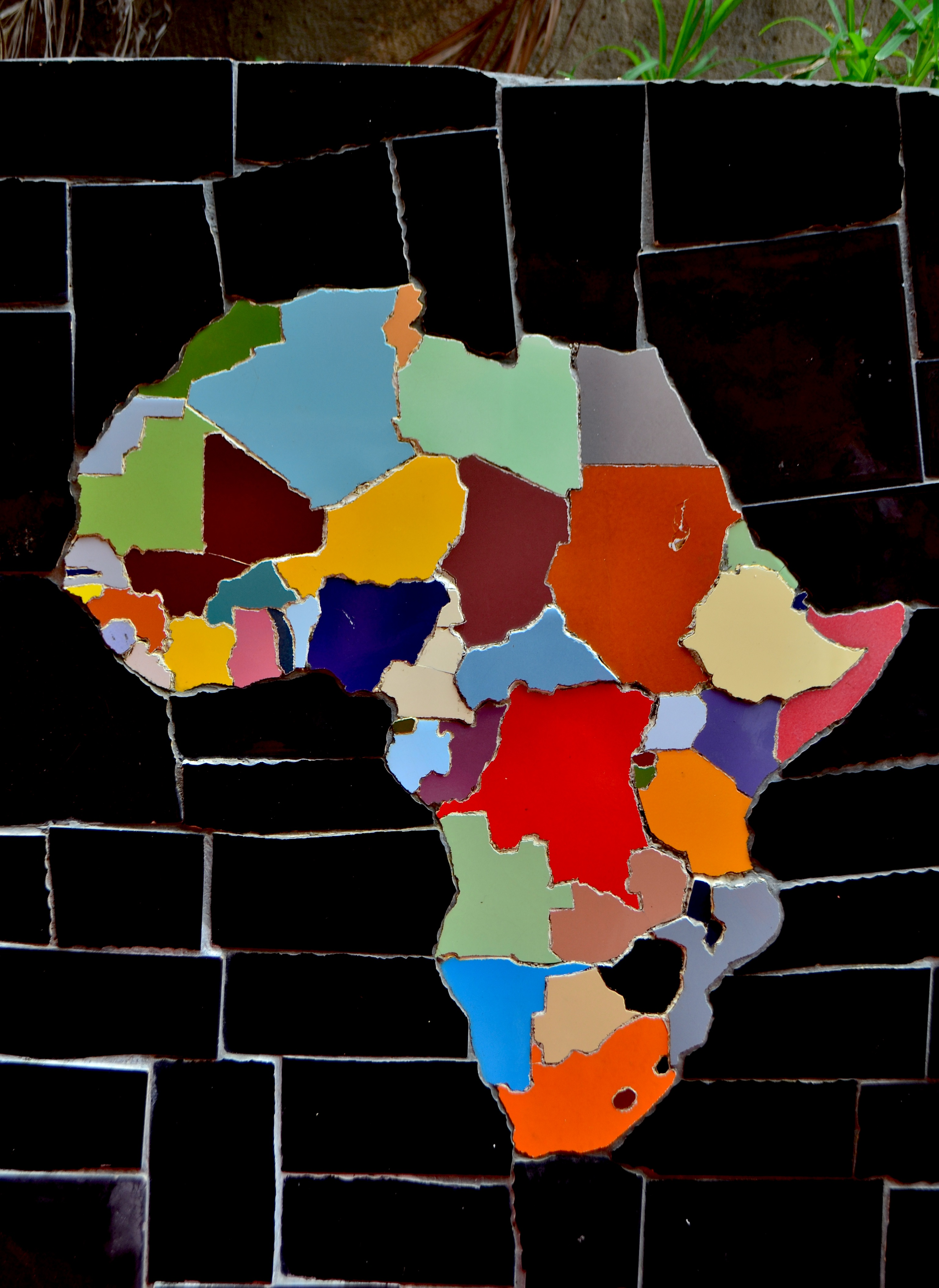
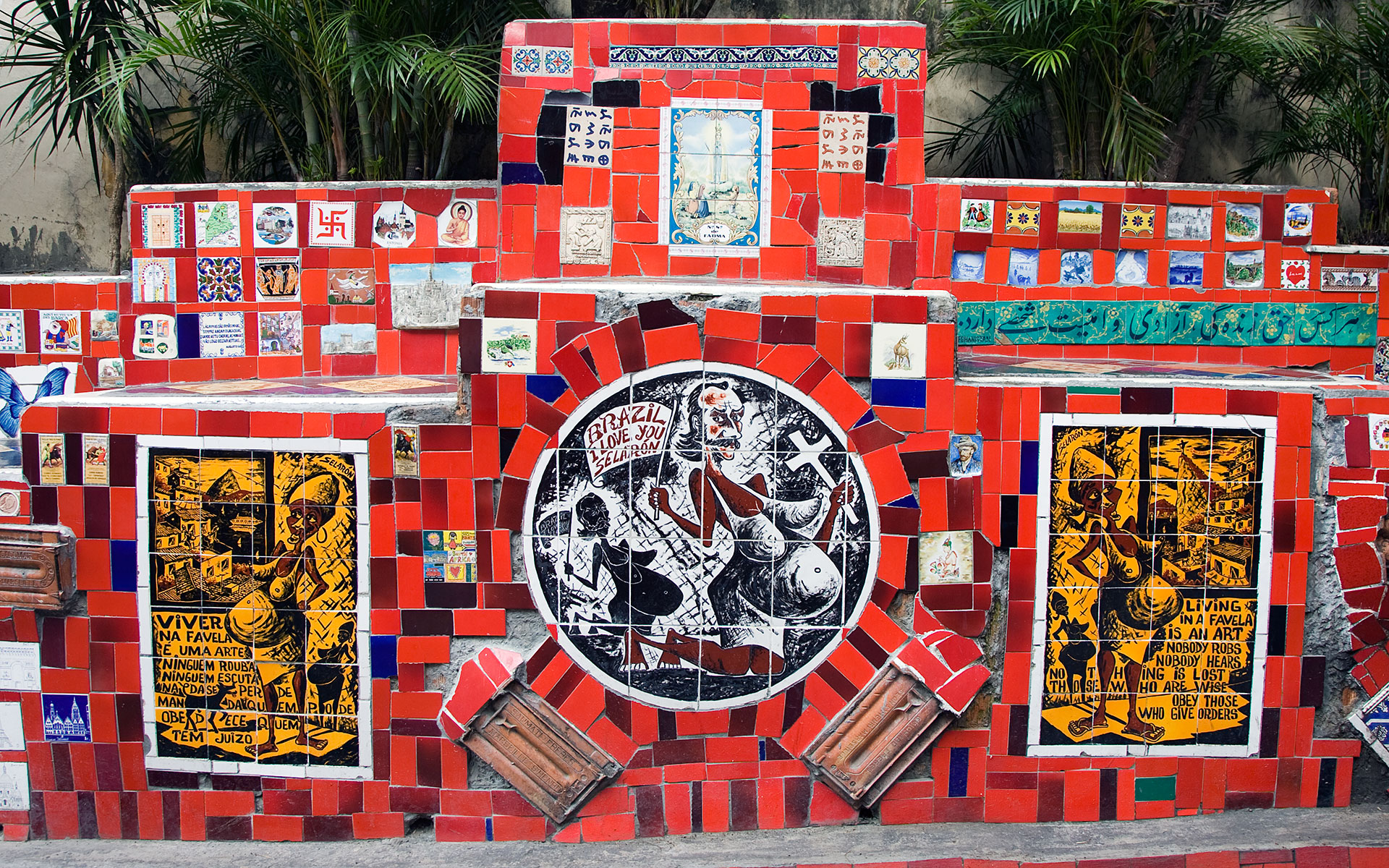
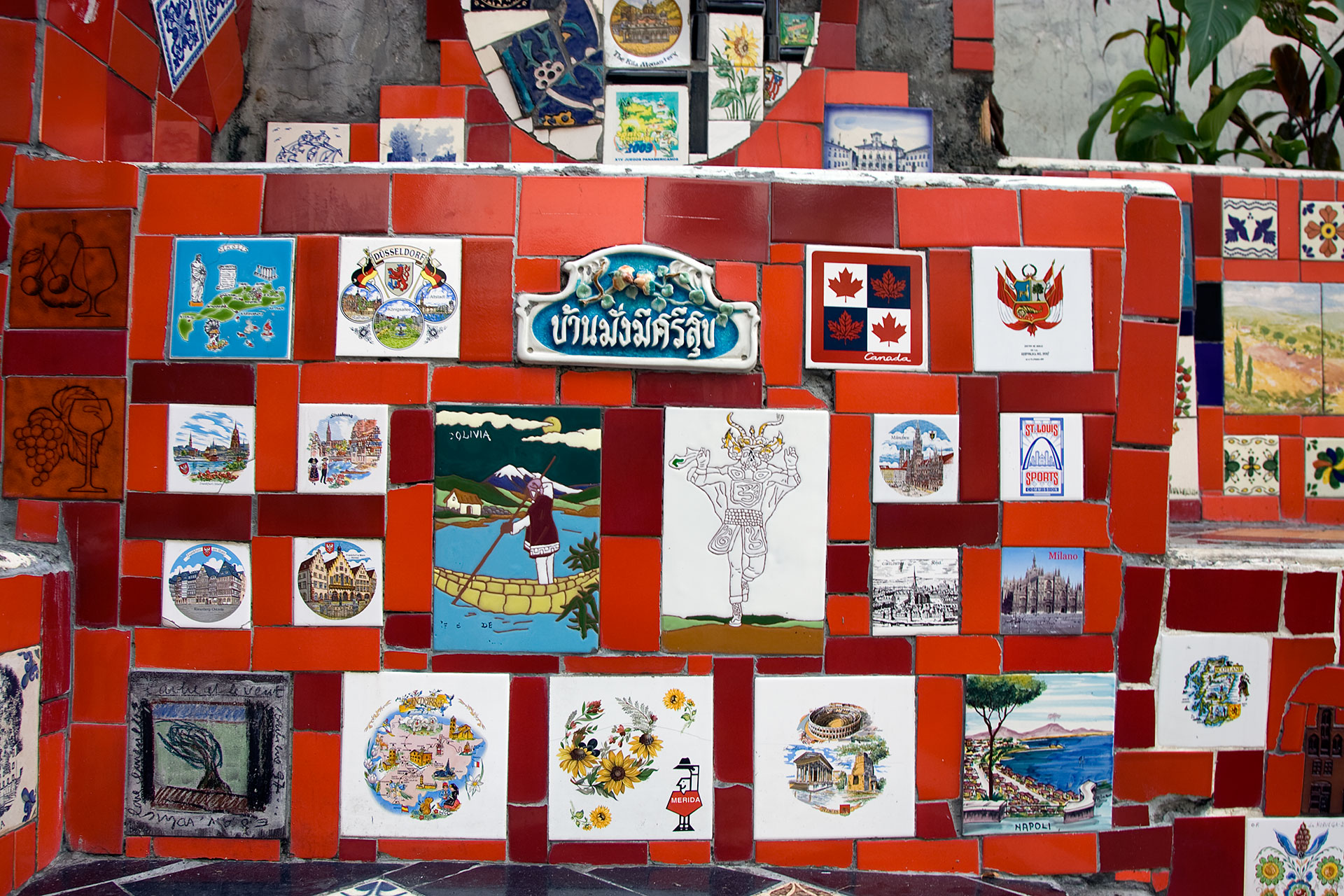
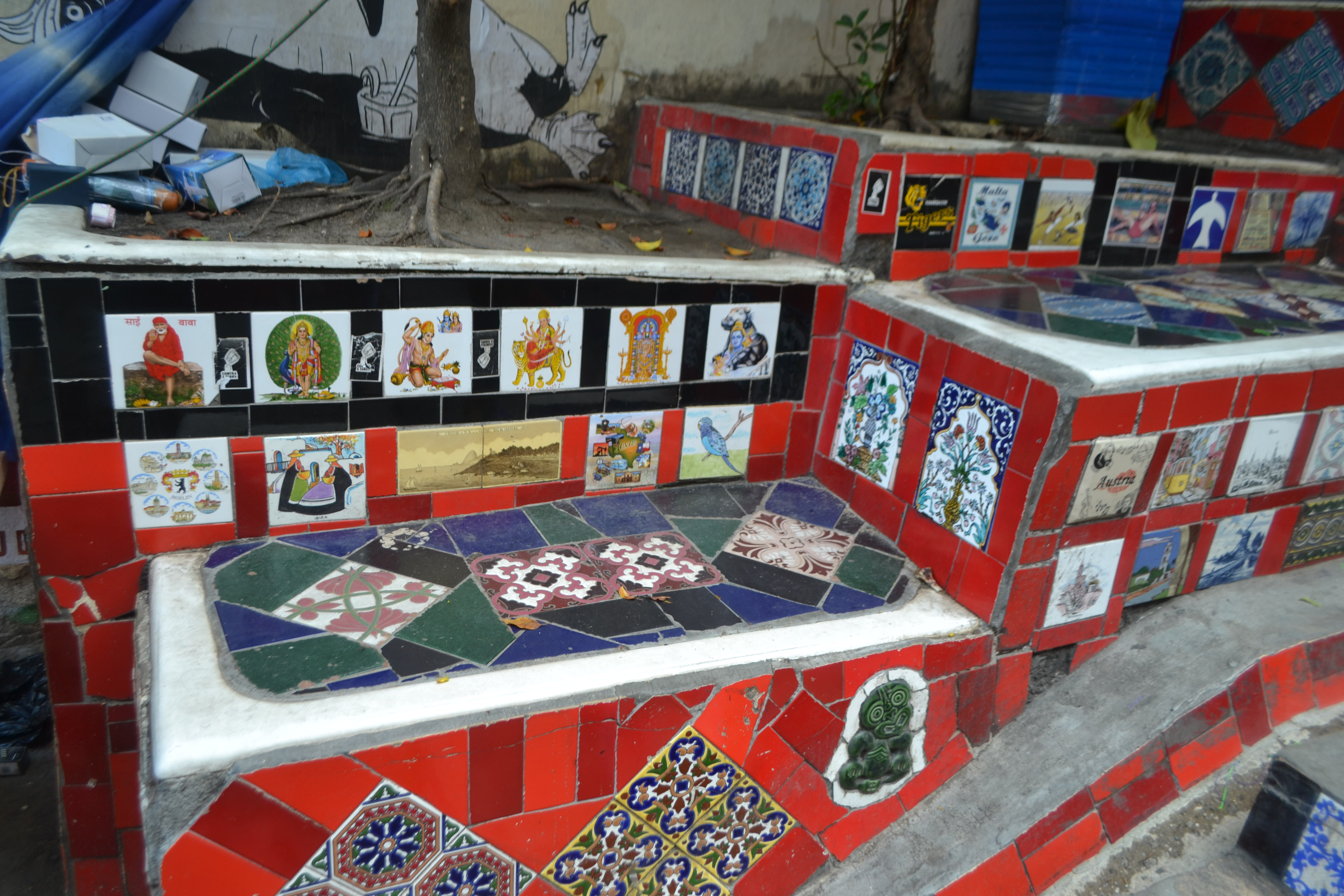
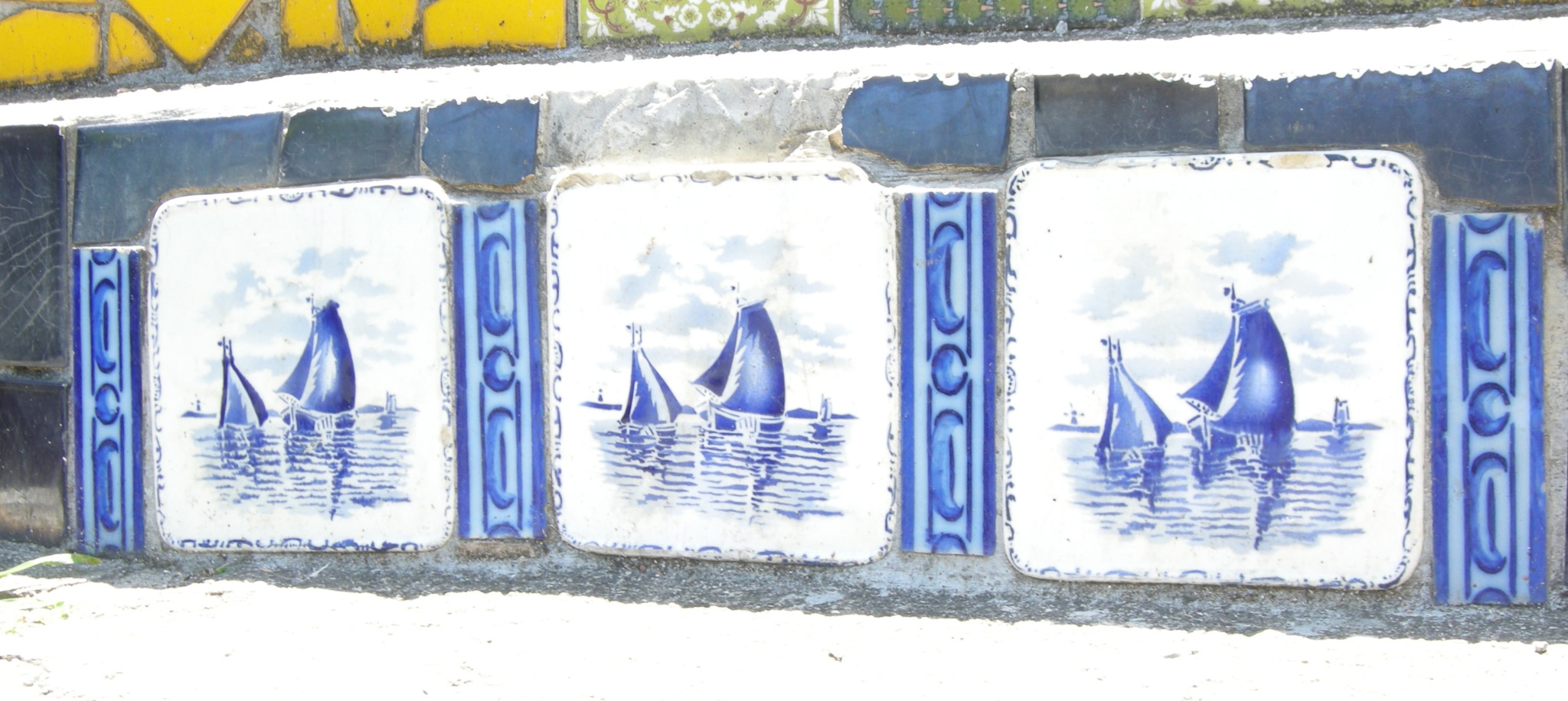
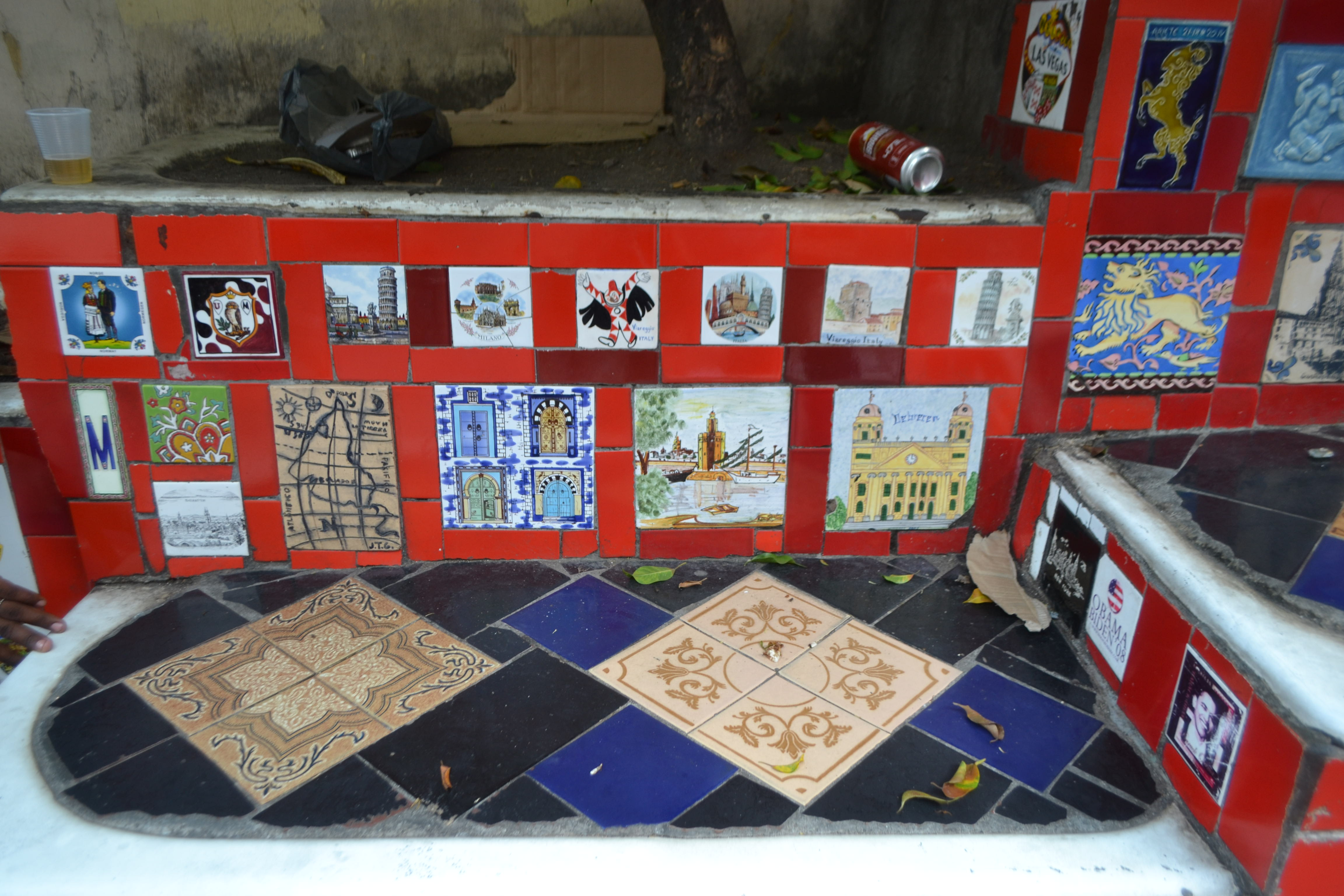
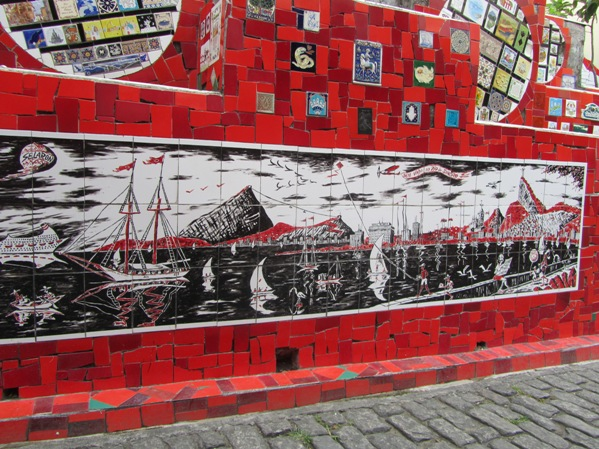
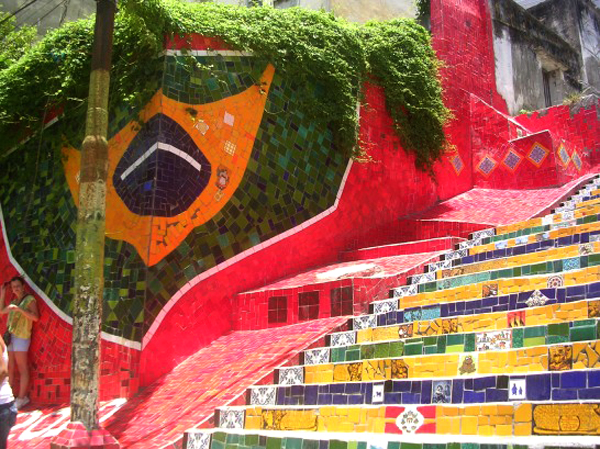
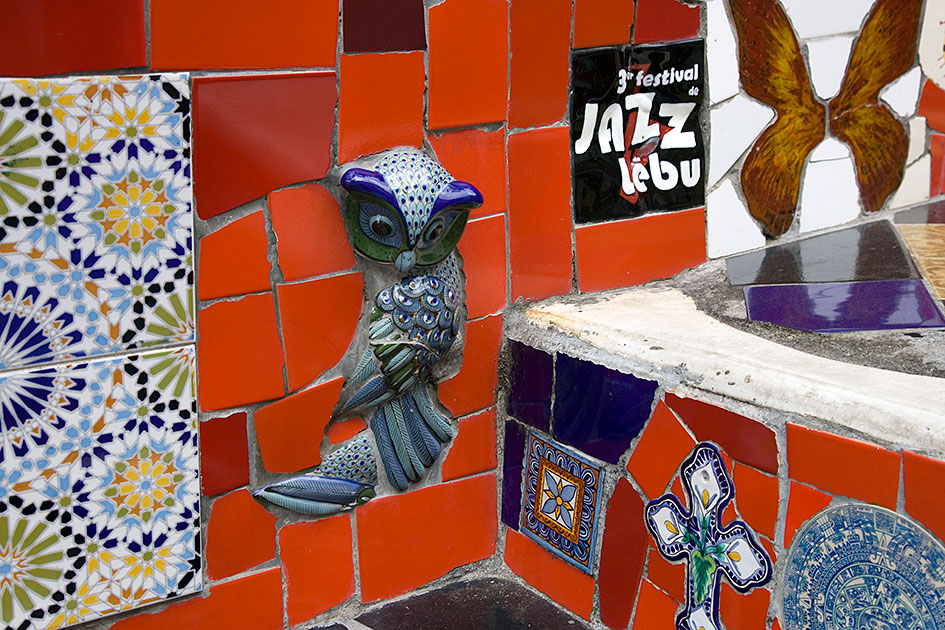
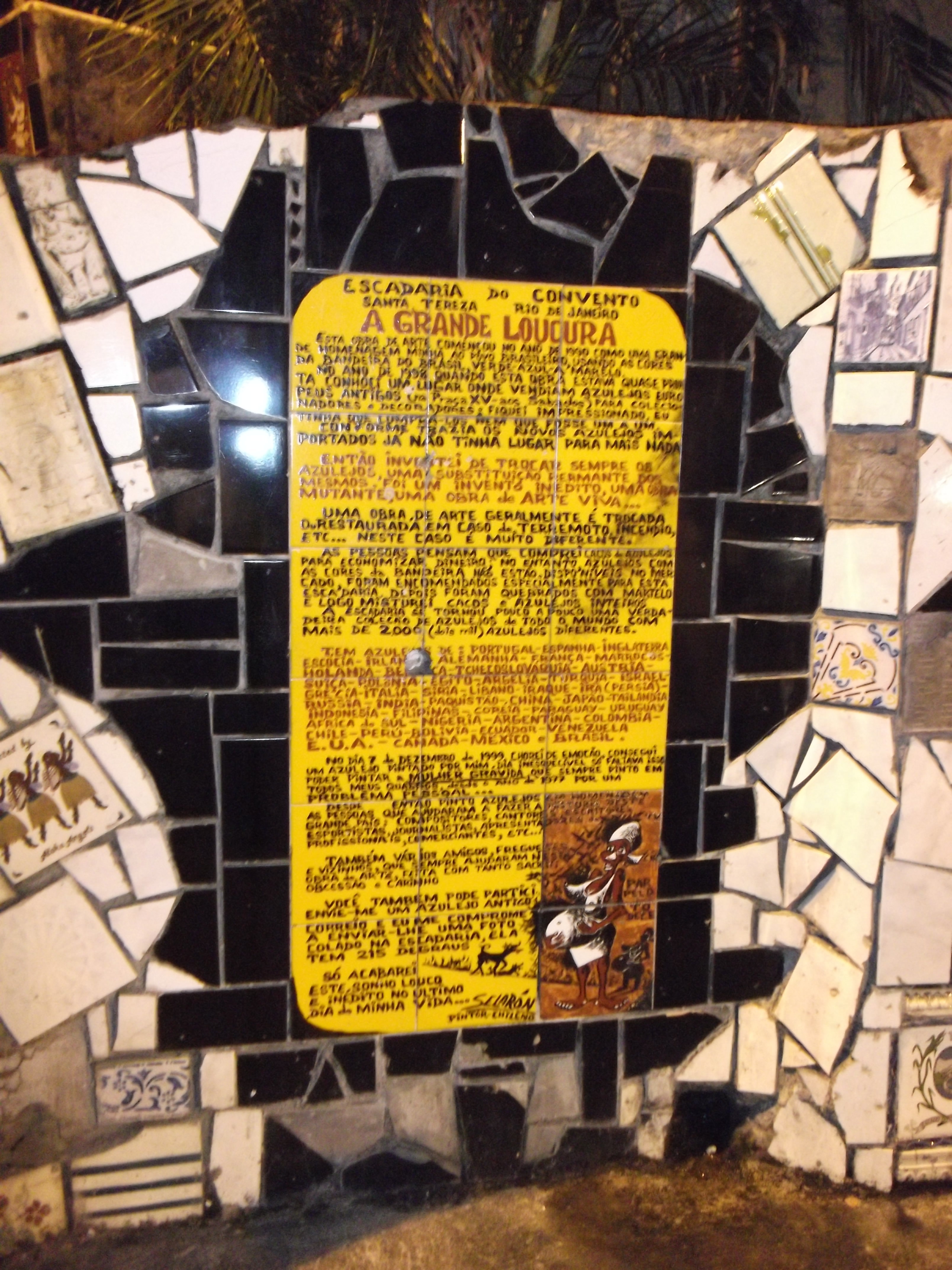
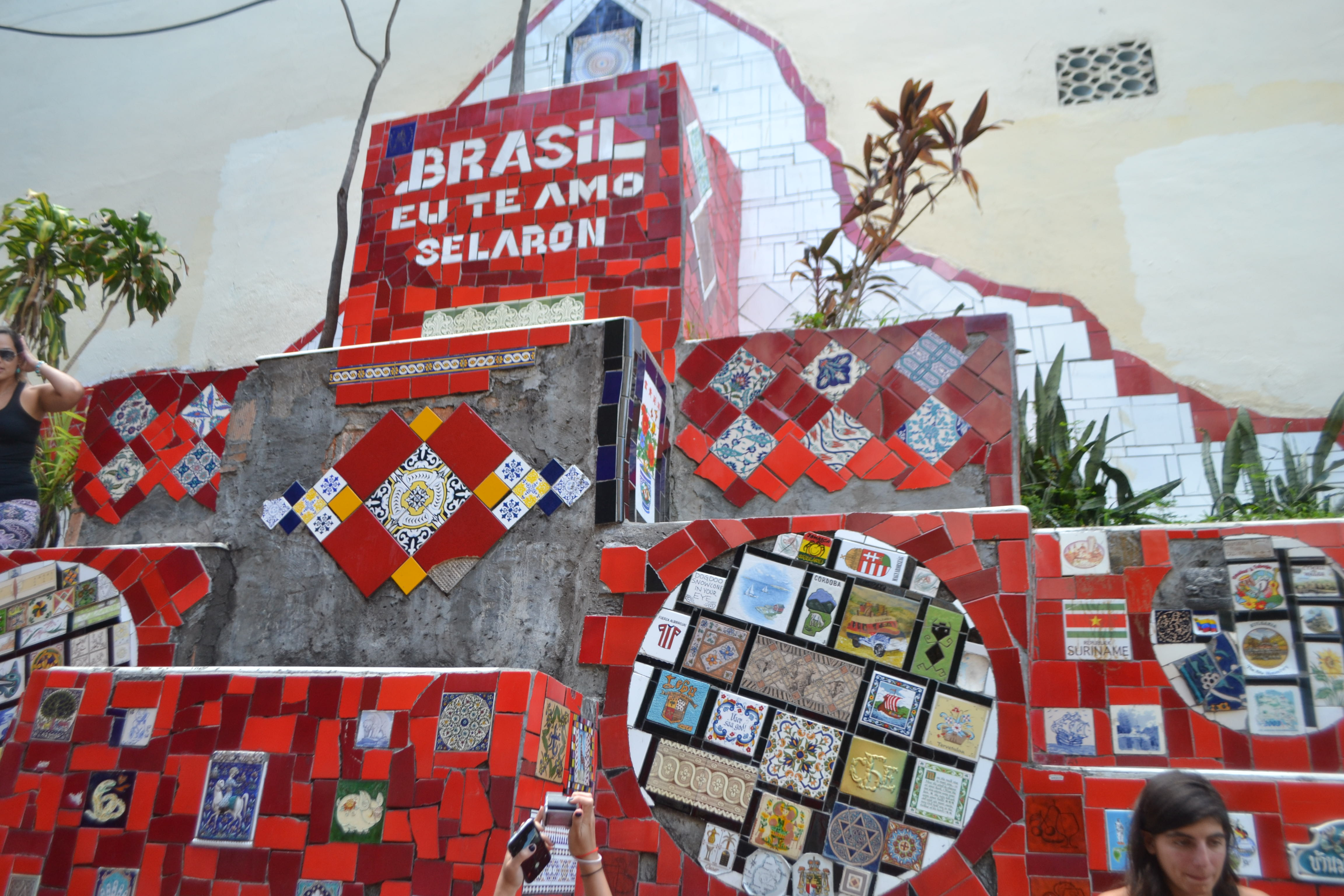
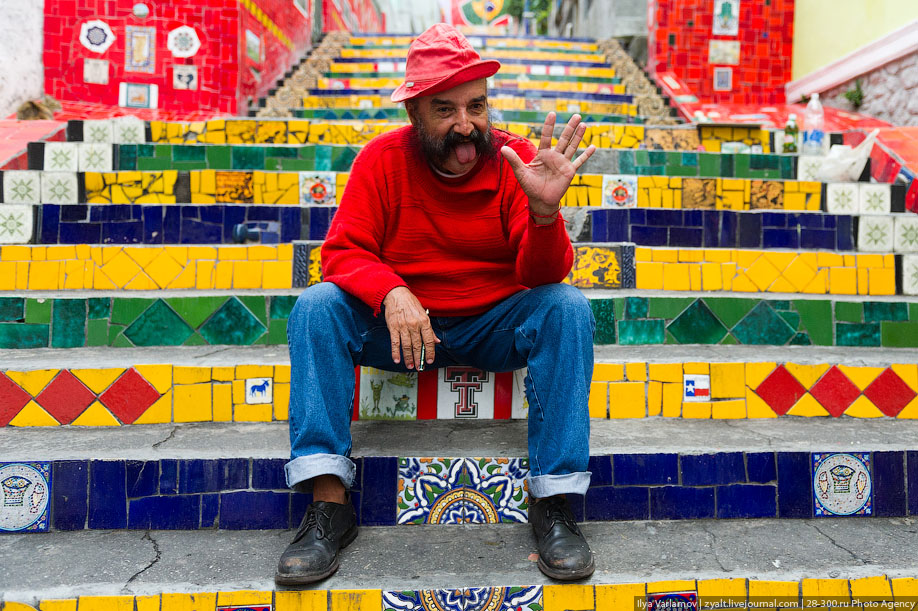